# ジュリア・クインタバレ
ジュリア・クインタバレ（Giulia Quintavalle, 1983年3月6日 - ）は、イタリア・リヴォルノ出身の柔道家。身長174cm。

## 人物
2007年世界柔道選手権大会、2008年ヨーロッパ柔道選手権大会では共に5位だったが、北京オリンピック柔道女子57kg級では決勝でオランダのデボラ・フラベンステインを破り金メダルを獲得した。 2012年のロンドンオリンピックでは5位に終わった。

## 主な戦績
63kg級での戦績
- 2005年 - ヨーロッパ選手権　5位
- 2005年 - 地中海競技大会　3位
- 2006年 - 世界軍人選手権大会　3位

57kg級での戦績
- 2007年 - ロシア国際　2位
- 2007年 - 世界選手権　5位
- 2007年 - プレオリンピック大会(63kg級)
- 2008年 - ヨーロッパ選手権　5位
- 2008年 - 北京オリンピック　優勝
- 2009年 - グランプリ・アブダビ　3位
- 2010年 - グランドスラム・パリ　5位
- 2010年 - ワールドカップ・ワルシャワ　3位
- 2010年 - ヨーロッパ選手権　5位
- 2010年 - グランドスラム・モスクワ　5位
- 2010年 - グランドスラム・リオデジャネイロ　5位
- 2010年 - グランプリ・ロッテルダム　3位
- 2010年 - グランプリ・アブダビ　2位
- 2011年 -グランプリ・デュッセルドルフ　3位
- 2011年 - ヨーロッパ選手権　5位
- 2011年 - ワールドカップ・リスボン　優勝
- 2011年 - ワールドカップ・ローマ　優勝
- 2011年 - グランプリ・アブダビ　優勝
- 2011年 - グランプリ・アムステルダム　5位
- 2012年 - ワールドマスターズ　5位
- 2012年 - ロンドンオリンピック　5位